# Mexipsyche ditalon
Mexipsyche ditalon är en nattsländeart som beskrevs av Tian och Li in Huang 1988. Mexipsyche ditalon ingår i släktet Mexipsyche och familjen ryssjenattsländor. Inga underarter finns listade i Catalogue of Life.